# Alexander Leonidowitsch Tschischewski

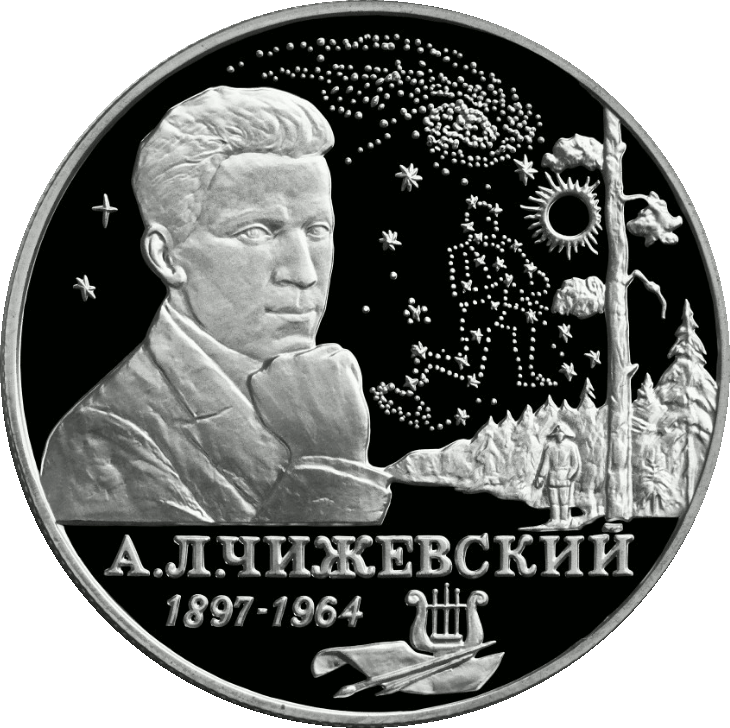
2-Rubel-Silbermünze der Bank Rossii zum 100. Geburtstag Alexander Leonidowitsch Tschischewskis (Rückseite)

Alexander Leonidowitsch Tschischewski (russisch Александр Леонидович Чижевский; * 26. Januarjul. / 7. Februar 1897greg. in Ciechanowiec, Gouvernement Grodno; † 20. Dezember 1964 in Moskau) war ein sowjetischer Biophysiker, Dichter und Maler.

## Leben
Tschischewskis Vater Leonid Wassiljewitsch Tschischewski (1861–1929) war Artillerieoffizier und Erfinder (Winkelmessung aus verdeckter Position, Zerstörung von Drahtzäunen). Tschischewskis Mutter Nadeschda Alexandrowna geborene Neviandt (1875–1898) war die Schwester des Dragoneroffiziers und späteren Staatsduma-Abgeordneten Konstantin Alexandrowitsch Neviandt, Nichte des Generalmajors Alexei Petrowitsch Delssal und Cousine des Generals Pjotr Alexejewitsch Delssal. Nach dem frühen Tod der Mutter wuchs Tschischewski bei seiner Tante Olga Wassiljewna Tschischewskaja-Lesli (1863–1927) und seiner Großmutter Jelisaweta Semjonowna Tschischewskaja geborene Oblatschinskaja (1828–1908, Großnichte Admirals Pawel Stepanowitsch Nachimow) auf.
Tschischewski erhielt eine häusliche Erziehung mit Unterricht in Fremdsprachen, Geschichte und Musik. Im Alter von 7 Jahren bekam er Privatstunden bei Edgar Degas’ Studenten Gustave Nodier in der Pariser Académie des Beaux-Arts. 1907 trat er in das Jungengymnasium Białystok ein. Nach Versetzung seines Vaters in die Festung Zegrze bei Serock erhielt Tschischewski wieder Hausunterricht. Von Januar 1914 bis April 1915 besuchte er in Kaluga die private Schachmagonow-Realschule für den Schulabschluss. Er beherrschte Französisch, Deutsch, Englisch und Italienisch. In Kaluga entstand der enge Kontakt mit Konstantin Eduardowitsch Ziolkowski, woraus sich später eine ständige wissenschaftliche Kooperation und gegenseitige Unterstützung entwickelte.
Im Juli 1915 wurde Tschischewski als Student im Moskauer Handelsinstitut angenommen. Im September 1915 wechselte er als Gasthörer zum Moskauer Archäologischen Institut. Jedoch ging er als Freiwilliger an die Front und nahm in der zweiten Jahreshälfte 1916 und von Mai bis September 1917 an den Kämpfen in Galizien teil. Nach Verwundung wurde er demobilisiert und erhielt das Georgskreuz IV. Klasse.
1917 schloss Tschischewski das Studium am Moskauer Archäologischen Institut ab und verteidigte im Mai desselben Jahres seine Dissertation über die russische Lyrik des 18. Jahrhunderts und Michail Wassiljewitsch Lomonossow. Im Dezember desselben Jahres verteidigte er seine Dissertation über die Evolution der physikalisch-mathematischen Wissenschaften in der Antike für die Promotion zum Magister der Allgemeinen Geschichte. Er war nun wissenschaftlicher Mitarbeiter des Moskauer Archäologischen Instituts.
1918, nach der Oktoberrevolution, verteidigte Tschischewski in der historisch-philologischen Fakultät der Universität Moskau seine Dissertation über die Periodizität der weltweiten historischen Prozesse für die Promotion zum Doktor der Allgemeinen Geschichte. Er war Gasthörer an der physikalisch-mathematischen Fakultät in der naturwissenschaftlichen Abteilung und an der medizinischen Fakultät der Universität Moskau und hörte Vorlesungen an der Städtische Moskauer Schanjawski-Volksuniversität.
1918 ging Tschischewski nach Kaluga und gab Unterricht bei den von seinem Vater gegründeten und dann geleiteten Kursen der Roten Infanteriekommandeure (bis 1920) und danach an der 4. Sowjetischen Arbeitereinheitsschule (bis 1921). Bereits 1915 hatte sich Tschischewski im Hause seines Vaters mit der Heliobiologie beschäftigt, die sich mit dem Einfluss der Sonne auf die Biosphäre befasst. Ab 1918 führte er drei Jahre lang erste Experimente zur Untersuchung der Effekte ionisierter Luft auf lebende Organismen durch. Nach seinen Ergebnissen wirkten positiv geladene Luftionen negativ auf lebende Organismen, während negativ geladene Luftionen positiv wirkten. Darüber berichtete er in der Kalugaer Naturkundegesellschaft. Über diesen Bericht kam er in Kontakt mit dem Physiker Pjotr Petrowitsch Lasarew. Im Dezember 1921 verfasste er eine Arbeit über den Anfang des Weltalls, das System des Kosmos und dessen Probleme. Er gehörte zu den Vertretern des Kosmismus.
In Kaluga betätigte sich Tschischewski auch als Landschaftsmaler und verkaufte mehr als 100 Bilder, meist Aquarelle, zur Finanzierung seiner Experimente. Dazu veröffentlichte er seine Gedichte, die er seit seiner Kindheit verfasst hatte, sowie Übersetzungen von Gedichten beispielsweise von Ludwig Uhland. Er wurde auf Empfehlung Anatoli Wassiljewitsch Lunatscharskis Instrukteur der Literaturabteilung des Volkskommissariats für Bildung der RSFSR, worauf er zum Vorsitzenden der Dichterunion des Gouvernements Kaluga gewählt wurde.
1921 wurde Tschischewski Professor am Moskauer Archäologischen Institut. Von 1922 bis 1923 war Tschischewski außerplanmäßiger wissenschaftlicher Berater des Instituts für Physik und Biophysik des Volkskommissariats für Gesundheit der UdSSR, wo er mit Sergei Iwanowitsch Wawilow bekannt wurde. Zu Tschischewskis Bekannten zählten auch die Literaten Leonid Nikolajewitsch Andrejew, Alexander Iwanowitsch Kuprin, Alexei Nikolajewitsch Tolstoi, Igor Sewerjanin, Sergei Alexandrowitsch Jessenin, Wladimir Wladimirowitsch Majakowski, Iwan Alexejewitsch Bunin, Maxim Gorki und Waleri Jakowlewitsch Brjussow. Mit dem Komponisten Nikolai Petrowitsch Rakow war Tschischewski befreundet. Er besuchte den literarischen Salon von A. I. Holmberg (Lew Nikolajewitsch Tolstois Enkelin) und die Musikabende von T. F. Dostojewskaja (Fjodor Michailowitsch Dostojewskis Großnichte).
1924 erschien in Kaluga Tschischewskis grundlegendes Werk über die physikalischen Faktoren der historischen Prozesse. Im selben Jahr wurde er in Moskau wissenschaftlicher Senior-Mitarbeiter (im Rang eines Professors) im Laboratorium für praktische Tierpsychologie der Hauptwissenschaftsverwaltung des Volkskommissariats für Bildung der RSFSR. Hier führte er Experimente zur Untersuchung der biologischen und physiologischen Wirkung von Luftionen auf Tiere durch. Dazu konstruierte er 1927 einen speziellen Ionisator. Er stand in Kontakt mit Svante Arrhenius, Fridtjof Nansen, Charles Richet und Jacques-Arsène d’Arsonval. Er wurde zu Vorlesungen in Paris und New York eingeladen. Seine Rechte an seinen Erfindungen und Entdeckungen verkaufte er nicht an ausländische Interessenten, sondern überließ sie der sowjetischen Regierung.
1931 wurde Tschischewski Leiter des auf Veranlassung des Volkskommissars für Landwirtschaft Jakow Arkadjewitsch Jakowlew gegründeten Zentralen Forschungslaboratoriums für Ionifizierung (ZNILI) im Forschungsinstitut für Tierzucht der Sowjetischen Akademie für Landwirtschaftswissenschaften in Woronesch. Dazu gründete er eine Versuchsstation beim Geflügeltrust. Die Arbeitsergebnisse wurden regelmäßig veröffentlicht und auch in andere Sprachen übersetzt. Nach Kritik dieser Arbeiten insbesondere von dem Biologen Boris Michailowitsch Sawadowski, der Tschischewski als Scharlatan bezeichnete, verbot das Volkskommissariat für Landwirtschaft im Januar 1933 weitere Veröffentlichungen und entließ 1936 Tschischewski mit Auflösung des ZNILI. Abram Fjodorowitsch Joffe stellte 1940 in seinem Untersuchungsbericht fest, dass Tschischewskis Hypothesen auf unbewusst oder bewusst gefälschten Versuchsergebnissen beruhten, zumal ihm die physikalischen und biologischen Grundlagenkenntnisse für die nötigen wissenschaftlichen Überprüfungen fehlten, und dass seine Entlassung als wissenschaftlicher Leiter gerechtfertigt sei.
Ende 1938 wurde Tschischewski wieder beschäftigt als wissenschaftlicher Leiter für Luftionifizierung des geplanten Palasts der Sowjets. 1939–1941 leitete er die beiden Laboratorien für Luftionifizierung am Lehrstuhl für allgemeine und experimentelle Hygiene des 3. Moskauer Staatlichen Medizin-Instituts und am Leningrader Pädagogischen Institut.
1941 zog Tschischewski zu Beginn des Deutsch-Sowjetischen Krieges mit seiner Familie nach Tscheljabinsk. Am 22. Januar 1942 wurde er verhaftet und am 20. März 1943 nach Artikel 58 des Strafgesetzbuches der RSFSR zu 8 Jahren Lagerhaft verurteilt, die er in Lagern im Ural und Kasachstan und schließlich im StepLag verbrachte. In den Lagern arbeitete er wissenschaftlich, dichtete mehr als 100 Gedichte und malte. Im KarLag richtete er ein Kabinett für Luftionifizierung ein. Nach seiner Entlassung aus der Lagerhaft im Januar 1950 wurde er in einer Siedlung in Karaganda untergebracht, die er im Juni 1954 verlassen konnte. Er lebte nun in Karaganda und arbeitete als Berater für Lufttherapie und Leiter eines Laboratoriums für Blutanalyse im Klinikum der Oblast Karaganda. Nach seiner Rückkehr nach Moskau arbeitete er 1958–1961 bei der Sanitärtechnikfirma SojusSanTechnik als Berater für Lufttherapie und Laboratoriumsleiter. Seine Arbeiten in Karaganda wurden nun veröffentlicht. 1962 wurde er teilweise rehabilitiert (und vollständig erst nach seinem Tode). In seinen letzten Jahren arbeitete er an seinen Erinnerungen an die Jahre der Freundschaft mit Ziolkowski, dessen Tochter Marija Konstantinowna Ziolkowskaja-Kostinaja er wiederholt in Kaluga besuchte.
Tschischewskis Namen trägt der 1978 von Nikolai Stepanowitsch Tschernych entdeckte Asteroid (3113) Chizhevskij. 2012 wurde vor dem Gebäude der Staatlichen Pädagogischen Ziolkowski-Universität Kaluga ein Tschischewski-Denkmal aufgestellt. 2013 wurde auf der European Space Weather Week Dr. Gaël Cessateur mit der International Alexander Chizhevsky medal for Space Weather and Space Climate ausgezeichnet.